# Бойга зелена
Бойга зелена (Boiga cyanea) — отруйна змія з роду Бойга родини Вужеві.

## Опис
Досить велика змія, довжиною до 2 м. Голова дуже велика, помітно ширше шийної області, дещо звужується спереду. Тулуб тонкий, стрункий, у перетині майже трикутний. Очі великі з вертикальними зіницями. Змія із задньоборозними зубами. У молодих бойг колір тулуба світло-коричневий, голова яскраво-салатово-зеленого забарвлення. З віком забарвлення тулуба змінюється на блакитно-зелене, а згодом на яскраво-зелене. Дорослі мають суцільний зелений колір.
Полюбляє дощові тропічні ліси. Активна вночі. Усе життя проводить на деревах. Харчується дрібними птахами, ящірками та гризунами.
Отрута не сильно токсична, не становить небезпеки для людини.
Це яйцекладна змія. Самка відкладає до 15 яєць.

## Розповсюдження
Мешкає від північної Індії, Непалу та південного Китаю до південного В'єтнаму й Камбоджі.